# Varkensmarkt (Amersfoort)
De Varkensmarkt is een plein in de binnenstad van de Nederlandse stad Amersfoort. 
In 1661 sloot de dichter en jonkheer Everard Meyster een weddenschap af dat hij de Amersfoorters zo ver zou kunnen krijgen om een grote granieten zwerfkei vanaf de Utrechtse Heuvelrug naar de stad te slepen. Meyster wist de Amersfoorters te overtuigen en met een slee en trekkracht werd de kei de stad in gesleept, naar de Varkensmarkt, waar de kei op een sokkel werd gezet. In 1672 besloot de bevolking, die toen al tijden spottend werden uitgemaakt voor keitrekkers, dat ze de steen zouden begraven op het plein. In 1903 is de steen weer opgegraven en kreeg het een plek aan de Utrechtsestraat. 
Uit historische bronnen is bekend dat het plein tot 1552 het St. Joostenplein heeft geheten. Het plein kreeg pas zijn huidige naam toen de varkensmarkt verhuisde van de Appelmarkt naar dit plein. 
Sinds 1984 staat op het plein ook een beeld van de kunstenaar Marius van Beek, genaamd de Baadster en Torser.

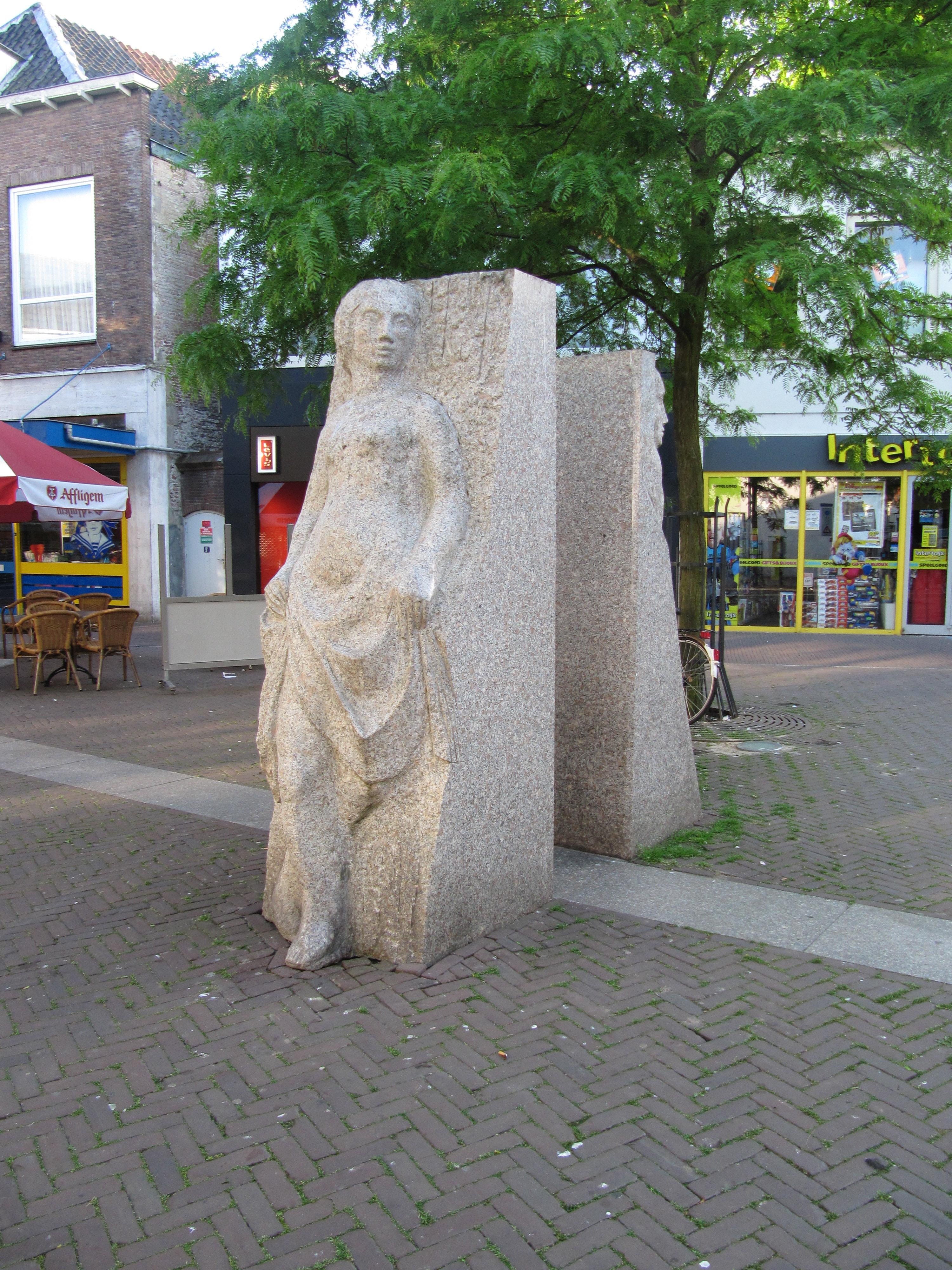
Het standbeeld Baadster en Torser op de Varkensmarkt.
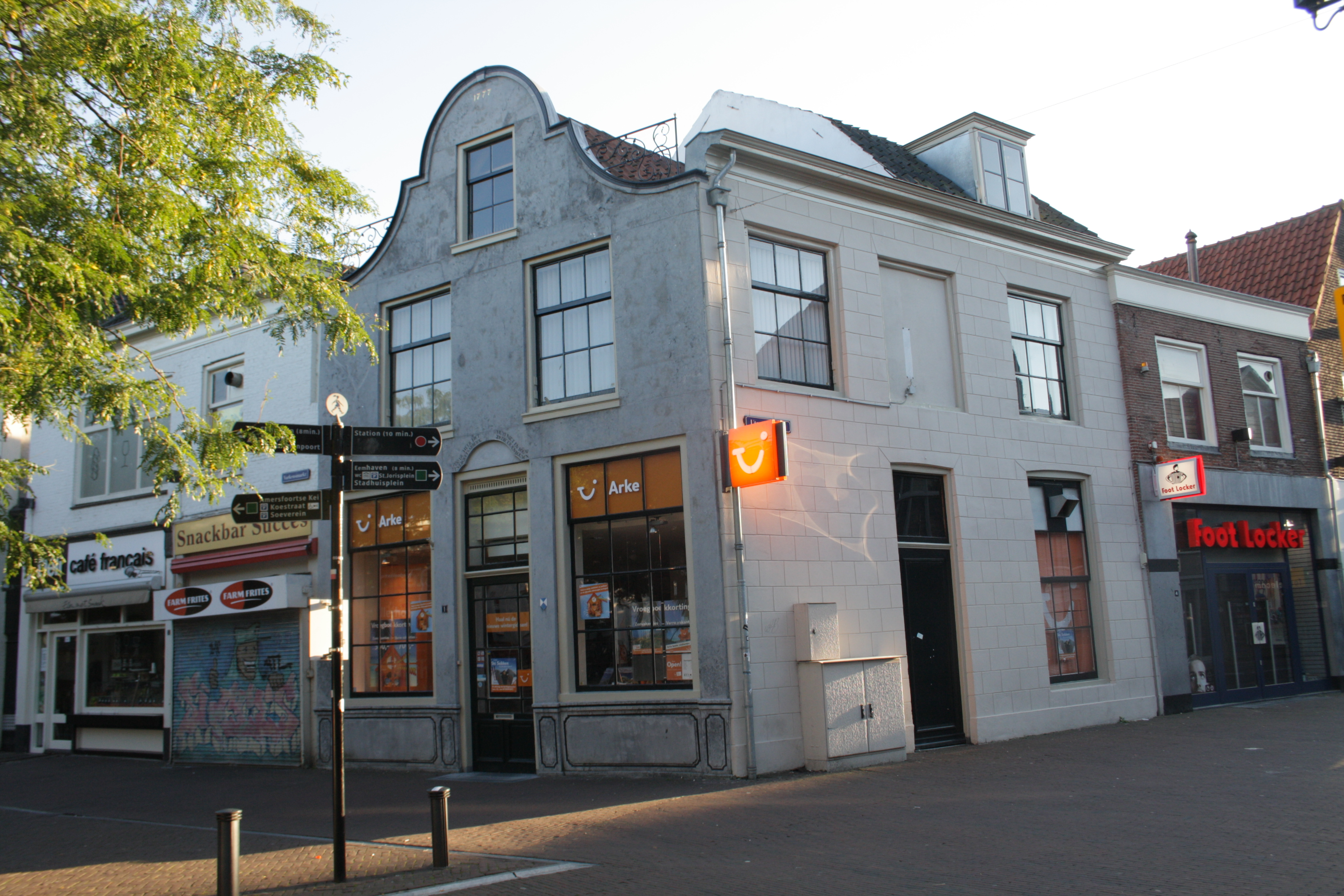
Huis aan de Varkensmarkt